# La Rouvière
La Rouvière è un comune francese di 636 abitanti situato nel dipartimento del Gard, nella regione dell'Occitania.

## Società

### Evoluzione demografica
Abitanti censiti